# Quanto conficiamur moerore
Quanto conficiamur moerore (ou simplesmente Quanto conficiamur) é uma encíclica do Papa Pío IX publicada em 10 de agosto de 1863, dirigida aos fiéis, cardeais, arcebispos e bispos de Itália.
Neste documento, o Papa realiza uma enérgica condenação às que denomina como "certas sociedades condenáveis", focalizando sua crítica para aqueles eclesiásticos que, com a aprovação do governo de Piemonte e o Parlamento, se encontravam em aberto desacato contra a Santa Sede, organizando sociedades como as baseadas na doutrina clerical-liberal, movimento que renasceu em Itália com o papado de Pío IX.
Adicionalmente, nesta encíclica assinala-se que é possível para não católicos atingir a salvação - principalmente para aqueles que por razões materiais, culturais e politicas não tiveram oportunidade de conhecer o evangelho - , no entendimento que podem ser considerados como em "estado de graça" sempre que demonstrem fé cristã em seus desejos e ações através da obediência a lei natural, sendo isso considerado para a Igreja católica um elemento essencial para atingir a salvação.